# Хант, Уильям Холман
Уи́льям Хо́лман Хант (англ. William Holman Hunt; 2 апреля 1827 — 7 сентября 1910) — английский живописец, один из основателей Братства прерафаэлитов. Настоящее имя — Уильям Хобман Хант, однако Хант сам изменил вторую часть имени, а под конец жизни она слилась с фамилией: Holman-Hunt.

## Биография
Хант родился в Чипсайде, Сити, как Уильям Хобман Хант, в семье управляющего складом Уильяма Ханта (1800–1856) и Сары (ок. 1798–1884), дочери Уильяма Хобмана из Ротерхита. Хант принял имя «Холман» вместо «Хобман», когда обнаружил, что клерк неправильно написал его имя после его крещения в церкви Святой Марии Девы. Семья Хобманов была богатой, и считалось, что Сара заключила неравный брак.
Хант был студентом Королевской академии художеств, где познакомился с Джоном Милле и Данте Габриэлем Россетти и вместе с ними основал «Братство прерафаэлитов» (англ. Pre-Raphaelite Brotherhood).

Нерадивый пастух (The Hireling Shepherd), 1851

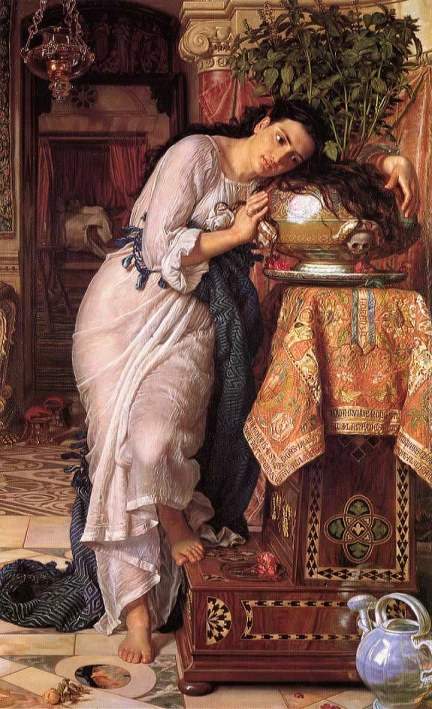
Изабелла и горшок с базиликом, 1867

Поначалу картины Ханта не были особенно популярны, но затем он приобретает известность. Проведя два года (1854-55) на Востоке, он написал одну из самых известных своих картин — «Свет мира», которая возбудила в художественной критике горячие споры. Холман Хант был единственным, кто до конца остался верен доктрине Братства прерафаэлитов и сохранил их живописные идеалы до самой смерти, однако в конце концов ему пришлось бросить живопись из-за всё ухудшающегося зрения, и последняя картина — «Леди из Шалотта» (англ. The Lady of Shalott) — была закончена помощником, Эдвардом Хьюзом. Хант также является автором автобиографий «Прерафаэлитизм» (англ. Pre-Raphaelitism) и «Братство прерафаэлитов» (англ. Pre-Raphaelite Brotherhood), цель которых — оставить точные сведения о происхождении Братства и его членах.
Хант женился дважды. После неудачного обручения со своей моделью Энни Миллер он женился на Фанни Во, которая затем послужила моделью для Изабеллы. Фанни умерла при родах в Италии и была похоронена на Английском кладбище во Флоренции рядом с могилой Элизабет Браунинг. Вторая жена Ханта, Эдит, была сестрой Фанни. В те времена в Англии было незаконно жениться на сестре погибшей жены, и Хант был вынужден поехать для этого за границу. Эта женитьба привела к серьёзной размолвке с остальными членами семьи, особенно с его бывшим коллегой-прерафаэлитом Томасом Вулнером, женатом на сестре Фанни и Эдит Алисе.
Он был частым и желанным гостем в доме архитектора Робинсона (дочери которого Агнес Мэри Фрэнсис и Фрэнсис Мэйбл также были писательницами), ставшим центральным местом для встреч художников и писателей движения прерафаэлитов, таких как: Уильям Майкл Россетти, Уильям Моррис, Эдвард Бёрн-Джонс, Джеймс Уистлер, Артур Саймонс, Форд Мэдокс Браун и Матильда Блайнд.
В 1905 году Хант опубликовал автобиографию. Личная жизнь Ханта стала темой книги Дианы Холман-Хант «Мой дедушка, его жизнь и любовь». 
Братство прерафаэлитов было показано в двух исторических драмах BBC. В первой, «Школа любви», вышедшей в 1975 году, в роли Ханта снялся Бернард Ллойд. Вторая — «Отчаянные романтики» в которой Ханта сыграл Рейф Сполл.

## Известные картины
- «Автопортрет в четырнадцатилетнем возрасте» (Self-portrait at the Age of 14, 1841, Оксфорд)
- «Ф. Д. Стивенс» (F.G. Stephens, 1847, галерея Тейт, Лондон)
- «Иисус и две Марии» (Christ and the Two Marys, 1847 и 1897)
- «Риенци» (Rienzi vowing to obtain justice for the death of his young brother, slain in a skirmish between the Colonna and the Orsini factions, 1848-49)
- «Страшный двор» (The Haunted Manor, 1849, галерея Тейт, Лондон)
- Cornfield at Ewell, 1849, галерея Тейт, Лондон.
- «Английское семейство, обращённое в христианство, защищает проповедника этой религии от преследования друидов» (1849-50, Оксфорд)
- «Клаудио и Изабелла» (Claudio and Isabella, 1850-53, галерея Тейт, Лондон)
- «Нерадивый пастух» (The Hireling Shepherd), 1851
- «Пробудившийся стыд» (The Awakening Conscience, 1851-53, галерея Тейт, Лондон)
- Our English Coasts, 1852, галерея Тейт, Лондон
- «Светоч мира» (The Light of the World, 1853—184)
- The Afterglow in Egypt, 1854-63, Оксфорд
- «Козел отпущения (картина)» (The Scapegoat, 1854-56)
- The School-girl’s Hymn, 1858-59, Оксфорд
- «Нахождение Спасителя во Храме» (The Finding of the Saviour in the Temple), 1854—1860
- The Festival of St. Swithin (The Dovecot), 1865-66, Оксфорд
- «Изабелла и горшок с базиликом» (Isabella and the Pot of Basil), 1868
- «Тень смерти» (The Shadow of Death, 1870-73)
- The Plain of Esdralon from the Heights above Nazareth, 1877, Оксфорд.
- The Triumph of the Innocents, 1883—1884), галерея Тейт, Лондон.
- «Леди из Шалотта» (The Lady of Shalott, вместе с Хьюзом, 1886—1905)
- May Morning on Magdalen Tower, 1888—1891.
- Christ the Pilot, 1894
- The Importunate Neighbour, 1895
- «Нисхождение благодатного огня» (The Miracle of the Holy Fire, 1892-99)
- «Джон Хант» (John Hunt, галерея Тейт, Лондон)
- «Афины» (Athens)
- «Данте Габриэль Россетти» (Dante Gabriel Rossetti)
- «Уильям Холман Хант» (William Holman Hunt, автопортрет)
- Christ amongst the Doctors